# Kurbelinduktor

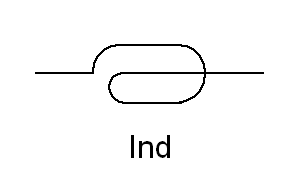
Schaltbild einer Induktionsspule

Ein Kurbelinduktor ist ein von Hand oder mit den Füßen betätigter elektrischer Generator. Die Betätigung erfolgt durch Drehen einer Kurbel oder eines Pedalantriebs (als Tretgenerator bezeichnet).

## Funktionsprinzip
Mit dem Antrieb wird grundsätzlich im Gerät ein geblechter Eisenanker um einen Hufeisenmagnet gedreht, auf dem eine Kupferwicklung von etwa 4000 bis 8000 Windungen aufgebracht ist. Durch die Bewegung im Magnetfeld wird in der Drahtwicklung durch elektromagnetische Induktion eine Wechselspannung erzeugt. Um eine für die Generatorwirkung mit gewünschter Frequenz ausreichende Ankerdrehzahl zu erreichen, ist zwischen Kurbel- und Ankerwelle eine Stirnradübersetzung eingebaut.

## Anwendung
Anwendung finden Kurbelinduktoren zum Erzeugen von Prüfspannungen, z. B. für die Isolationsmessung, in Zündmaschinen zum Auslösen von Sprengungen sowie in der Fernmeldetechnik:

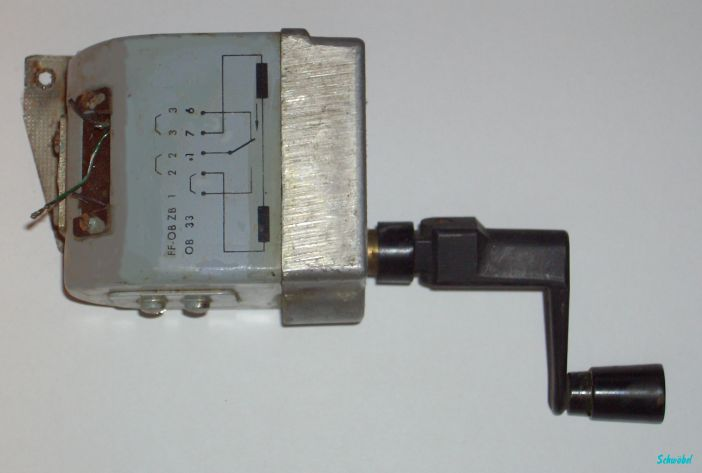
Kurbelinduktor aus einem Feldtelefon Feldfernsprecher FF OB/ZB

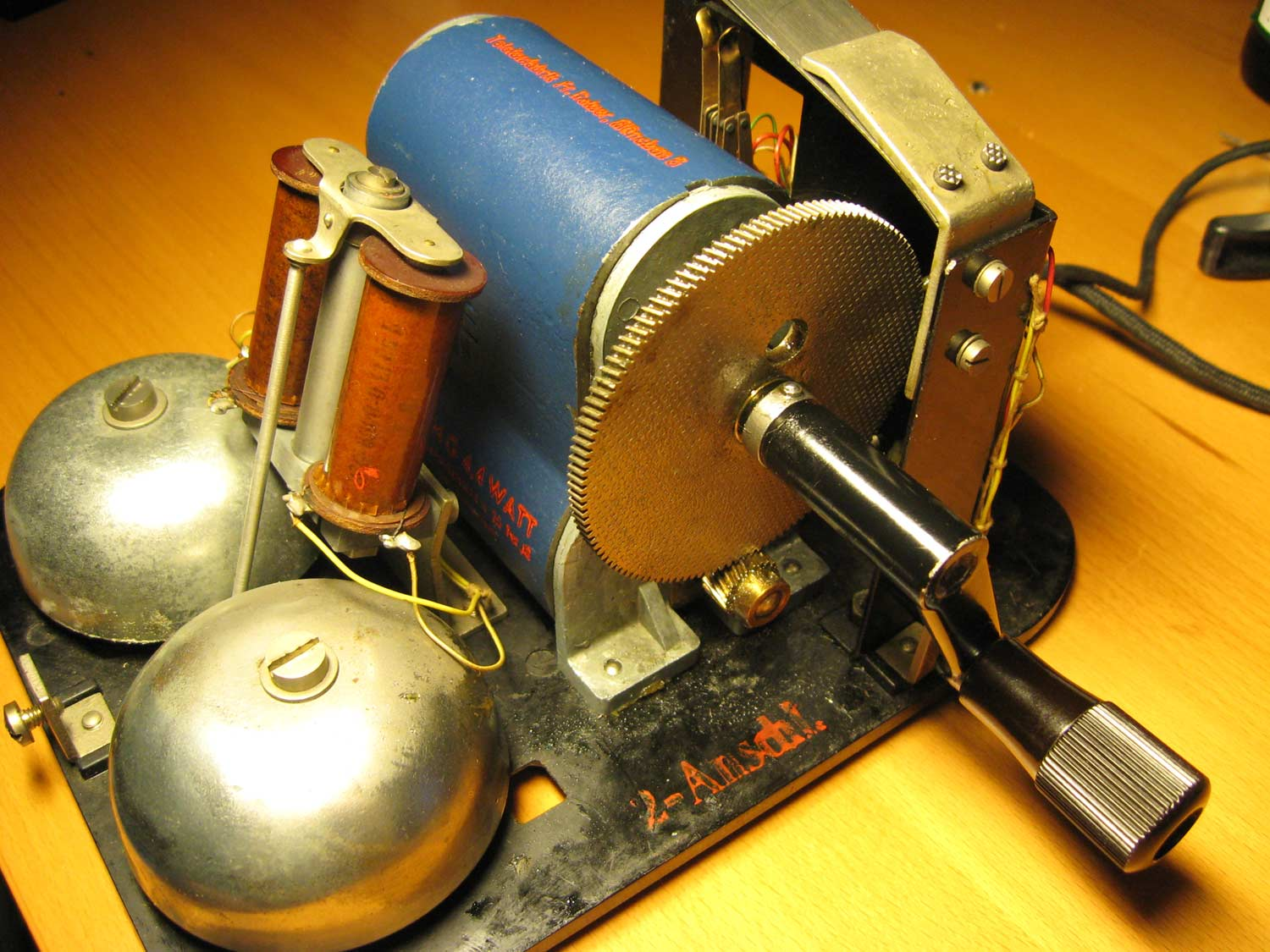
Innenleben eines Telefons OB33 mit Kurbelinduktor

Ein Kurbelinduktor wird bei Telefonapparaten im Ortsbatteriebetrieb zur Erzeugung der Rufspannung verwendet. Diese Rufspannung lässt an der Gegenstelle (Vermittlung oder anderes Telefon) eine optische Anzeige (Schauzeichen, Signallampe, Fallklappe an einem Klappenschrank) oder einen Wecker ansprechen. Ein solcher Kurbelinduktor liefert eine Wechselspannung von 30 bis 100 V bei einer Frequenz von 15 bis 25 Hz. Für die Spannungsversorgung des eigentlichen Gespräches ist der Kurbelinduktor mit seiner Wechselspannung nicht geeignet; dafür wird in der Nähe des Telefons eine Gleichspannungsquelle benötigt, die Ortsbatterie.

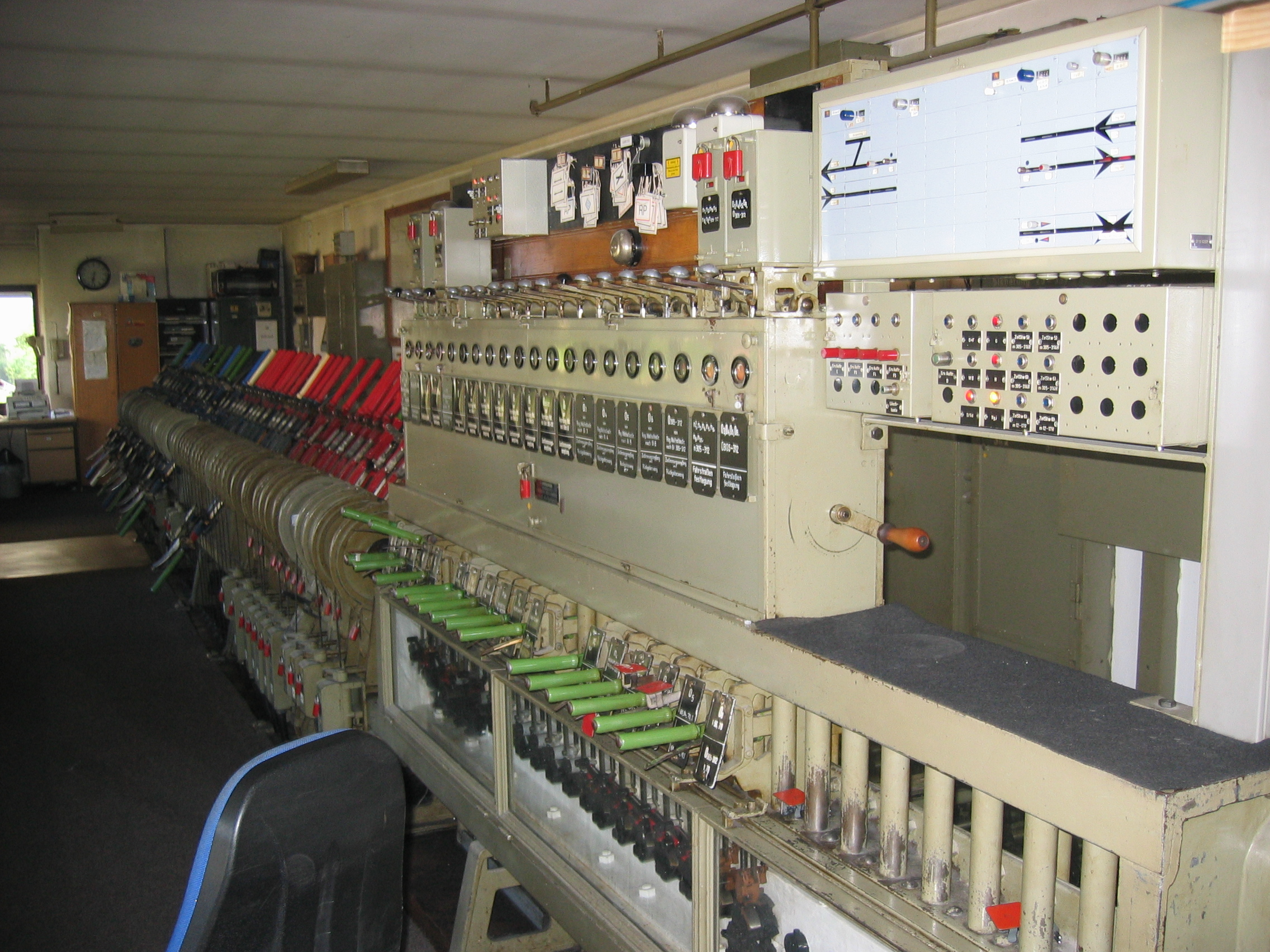
Bahnhof Regensburg Ost, Stellwerk 3, Blockaufsatz mit Blockinduktor

Die Technik wurde bei den Streckenposten der Deutschen Bahn bis zum Ende des 20. Jahrhunderts verwendet; für den Felderblock insbesondere in mechanischen Stellwerken werden Kurbelinduktoren bis heute als Blockinduktoren eingesetzt. Hierbei ist die Fremdspannungssicherheit ein besonderer Vorteil, weder die Gleichspannung aus der Stellwerksbatterie noch die Netzwechselspannung können fehlerhaft Blockvorgänge auslösen. Bei Militär und Katastrophenschutz (THW, Feuerwehr, Rettungsdienste usw.) werden Kurbelinduktoren weiterhin in einfachen Feldtelefonen eingesetzt.